# Königsheimplatz

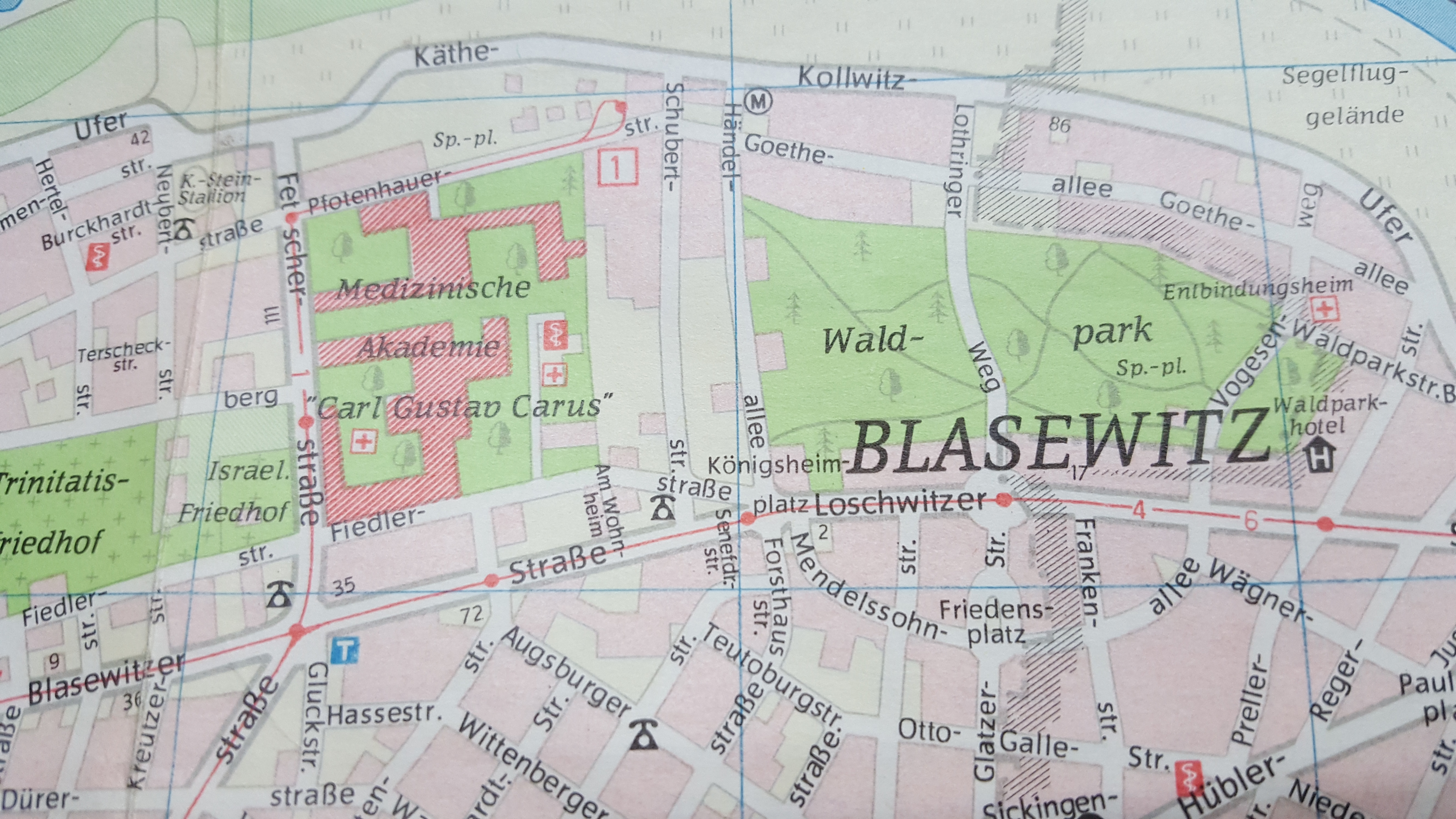
Stadtplan Dresden von 1972, Kartenausschnitt

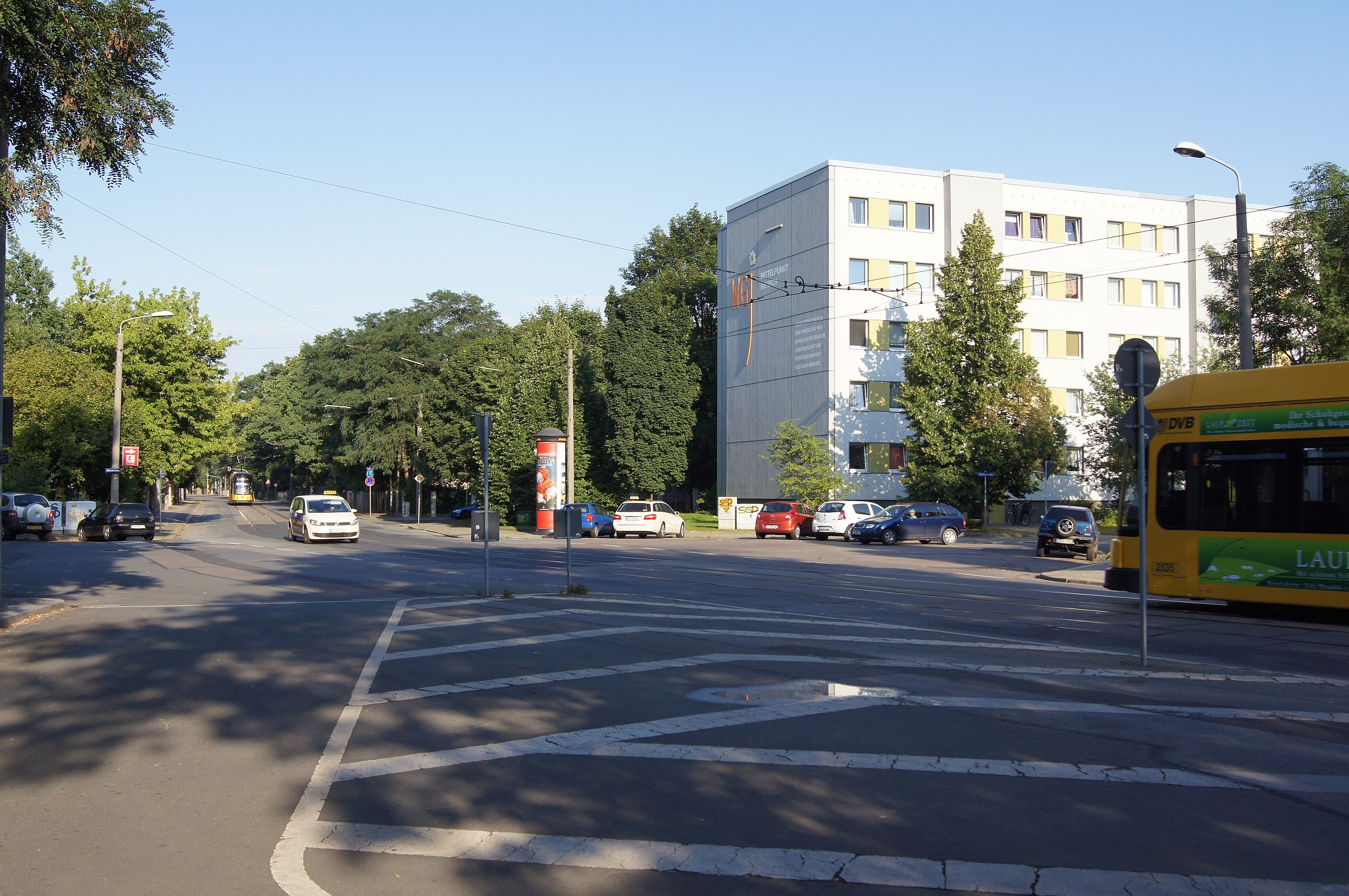
Verkehrsfläche des Königsheimplatzes

Der Königsheimplatz an der Grenze der Dresdner Stadtteile Johannstadt und Blasewitz befindet sich an den Begegnungspunkten der hier endenden Blasewitzer Straße und der hier beginnenden Loschwitzer Straße und ist für den Straßenverkehr und den ÖPNV im Dresdner Osten eine wichtige Verkehrsverbindung zum Schillerplatz und der Elbbrücke Blaues Wunder.

## Lage
Der Königsheimplatz befindet sich in Blasewitz und ragt ein Stück über die westliche Stadtteilgrenze zur Johannstadt. Er stellt den Schnittpunkt zwischen der Blasewitzer Straße in der Johannstadt und der Loschwitzer Straße in Blasewitz dar. Der Platz wird flankiert von den Straßen Händelallee, Schubertstraße, Forsthausstraße sowie der Mendelssohnallee. Beginnende Straßen sind die Senefelder- und die Fiedlerstraße. Elbseitig befinden sich die Anlagen des Europabrunnens.

## Geschichte
Blasewitz wird urkundlich im Jahr 1349 als Vorwerk Blasenwicz genannt, ursprünglich ein slawisches Bauern- und Fischerdorf. Die östlich vor Dresden gelegene Besiedlung entwickelte sich besonders im 19. Jahrhundert zu einem begehrten Villenort und wurde nach zähen Verhandlungen von der Stadt Dresden im Jahr 1921 eingemeindet. Am 26. September 1872 nahm die Dresdner Pferdebahn den Linienverkehr auf der Strecke von Blasewitz zum Pirnaischen Platz auf und unterhielt an diesem Platz eine Haltestelle.

## Benennung des Platzes

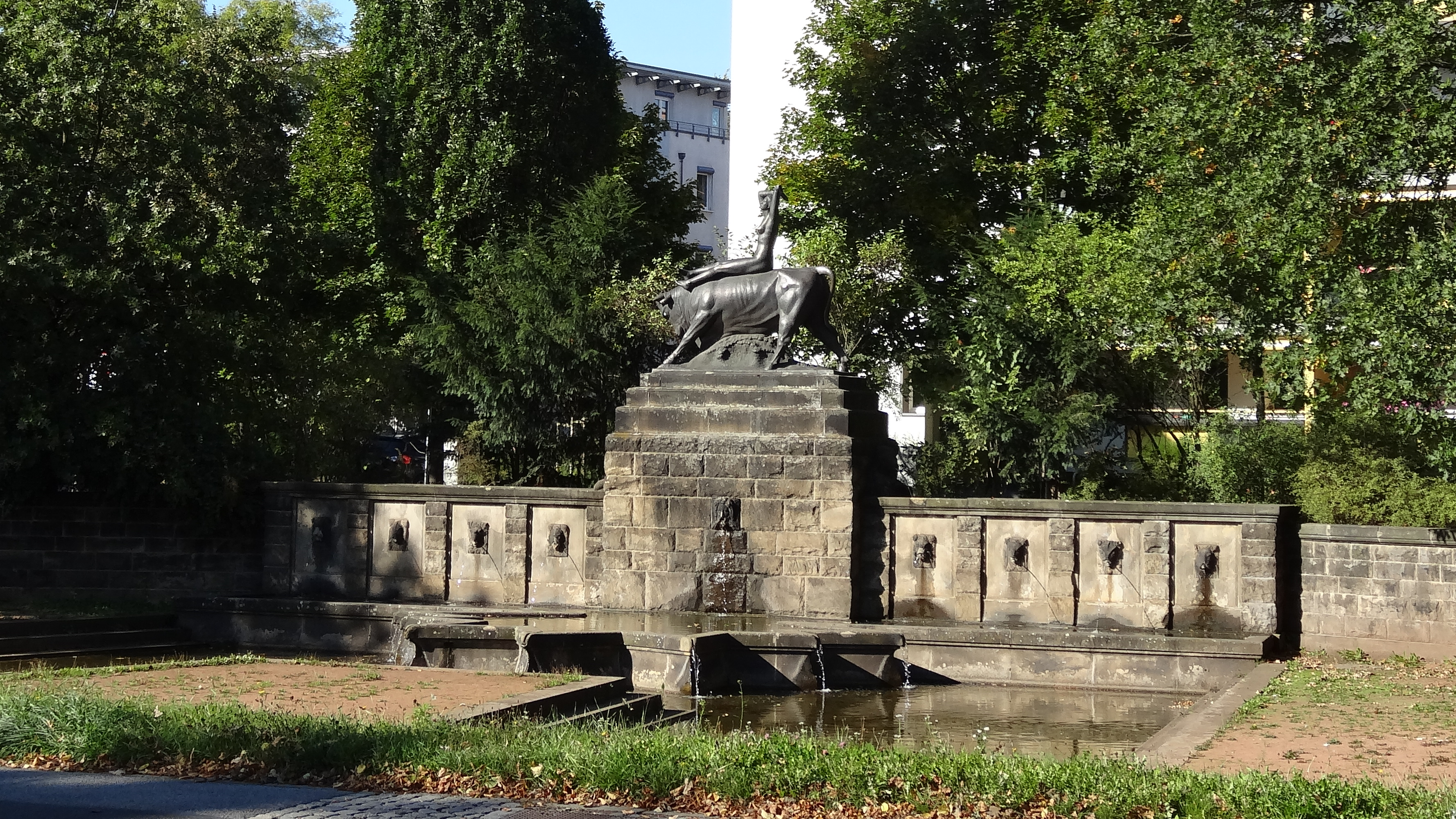
Europabrunnen von 1921

In der Zeit von 1860 bis 1900 entstanden pracht- und prunkvolle schlossähnliche Villen, meist als Landsitz oder Landhäuser genutzt, und machten Blasewitz zu einem einzigartigen Villenort in Deutschland. Der Platz wurde umsäumt von herrlichen Gebäuden mit dem dominierenden Weißen Schloss. Am 5. Mai 1921 wurde der Platz in Anerkennung des Sächsischen Geheimen Regierungsrates Arthur Willibald Königsheim, des Reformers und Begründers des Waldparkvereins und der Blasewitzer Villenkolonie, in Königsheimplatz benannt. Im Jahr 1922 erhielt der Königsheimplatz seine dominante künstlerische Aufwertung, den Europabrunnen. Diese Brunnenanlage wurde vom Dresdner Bildhauer Georg Wrba im Jahr 1921 entworfen und ein Jahr später erschaffen. Den Brunnen ziert die Figur Europa auf einem Stier, auf einem Stierrücken sitzend wird die Königstochter Europa von dem in einen Stier verwandelten Gott Zeus, entführt.

## Nach 1945

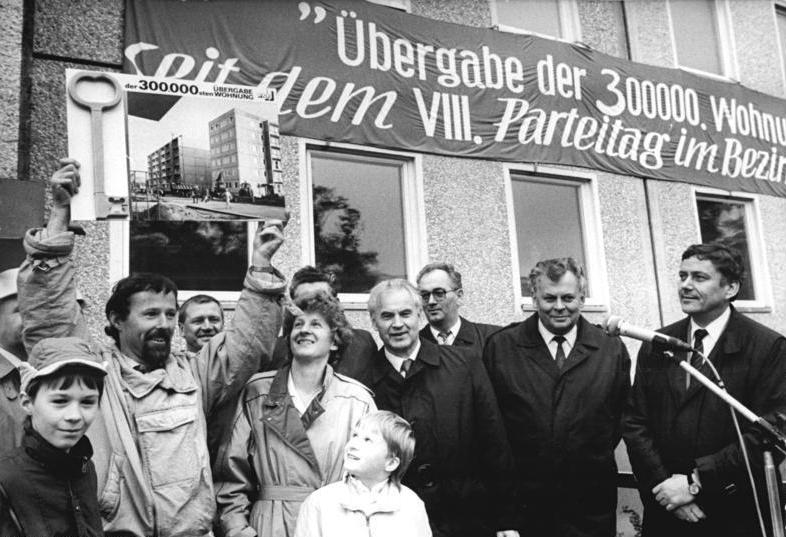
Feierliche Übergabe der 300.000 Wohnung im Bezirk Dresden seit dem VIII. Parteitag der SED in Anwesenheit des Oberbürgermeisters Wolfgang Berghofer und dem 1. Sekretär der SED-Bezirksleitung Hans Modrow am Königsheimplatz, 28. April 1989

Durch die Bombardierungen Dresdens im Jahr 1945 wurden auch Gebäude um den Königsheimplatz zerstört. In den Jahren 1952 bis 1956 wurden die Ruinen gesprengt und beräumt. Das betraf die Gebäude um den Platz entlang der Händelallee und weitere Bauten. Die damit entstandenen Lücken der Villenbebauung ergänzten ab 1980 die kommunistischen Machthaber mit Plattenbauten. Damit einher ging eine Abwertung dieses Dresdner Villenstandorts.

## Verkehr
Die gleichnamige Haltestelle Königsheimplatz der Dresdner Straßenbahn wird von den Linien 6 (Niedersedlitz – Wilder Mann) und 12 (Striesen – Leutewitz) der Dresdner Verkehrsbetriebe bedient.

## Baumbestand am Königsheim Platz
Mit der Enttrümmerung und dem Wiederaufbau erfolgten umfangreiche Baumbepflanzungen. Mit der Umgestaltung des Platzes wurden neue Baumpflanzungen getätigt. Die besonderen Wuchsformen, Ausprägungen und Verwachsungen unterschiedlichster Bäume und Gehölzen vorzufinden.
Der Baumbestand besteht aus folgenden dendrologischen Gehölzen:
- Acer platanoides (Spitz-Ahorn)
- Quercus coccinea (Scharlach-Eiche)
- Tilia cordata (Winter-Linde)
- Betula pendula (Sand-Birke)
- Platanus x acerifolia (Gewöhnliche Platane)
- Malus trilobata (Dreilappiger Apfel)
- Tilia cordata (Winter-Linde)
- Tilia platyphyllos (Gewöhnliche Sommer-Linde)
- Tilia species (Linde)[3]